# دانيلو كارو
دانيلو كارو (بالإسبانية: Danilo Caro) هو لاعب رماية كولومبي، ولد في 6 سبتمبر 1965 في بوغوتا في كولومبيا.

## وصلات خارجية
- دانيلو كارو على موقع الاتحاد الدولي (الإنجليزية)
- دانيلو كارو على موقع أوليمبيديا (الإنجليزية)